# Caso degli emoderivati infetti negli Stati Uniti
Il caso degli emoderivati infetti negli Stati Uniti è un caso giudiziario causato dalla messa in commercio, a partire dagli anni settanta, di plasma ed emoderivati infetti dai virus delle epatiti virali (HBV e HCV) e dell'HIV che hanno contagiato e causato la morte di migliaia di emofilici.

## Procedimenti civili
Nel 1993 i massimi dirigenti di tre imprese farmaceutiche (Baxter, Rhône-Poulenc e Alpha Therapeutic) si incontrano con gli esponenti della comunità degli emofilici per definire i termini di un'offerta per una transazione da 125 milioni di dollari. Rifiutando l'offerta, David Shrager, uno degli avvocati dei querelanti e che ha precedentemente negoziato un accordo favorevole per conto degli emofilici canadesi, intenta un'azione collettiva (class action) che vede Jonathan Wadleigh come prima parte attrice nella causa, assieme agli emofilici statunitensi per un totale di 400 parti in causa.
All'inizio del 1995, la Corte d'appello degli Stati Uniti per il Settimo Circuito di Chicago decertifica la causa, non riconoscendo quindi la possibilità di proseguire con un'azione collettiva, sostenendo che avrebbe potuto portare al fallimento delle imprese farmaceutiche coinvolte se la causa si fosse conclusa a favore degli emofilici.
Dopo questa sentenza, si viene a verificare una contrapposizione di idee tra l'avvocato Shrager e Wadleigh che, assieme a Corey Dubin, un'altra parte attrice, avrebbero voluto appellare la decisione della Corte d'appello di Chicago alla Corte suprema degli Stati Uniti, per proteggere i diritti di tutti gli emofilici colpiti e non solo di quelli che avevano già intentato una causa, chiedendo quindi che si proseguisse con un'azione collettiva. Dall'altra parte, l'avvocato Shrager vuole cambiare rotta e perseguire il procedimento federale che ha riunito centinaia di singole azioni legali intentate contro i produttori di emoderivati. Le due parti si riconciliano nel giugno 1996 e iniziano a cercare di ottenere delle proposte transattive da parte delle imprese farmaceutiche.
Nel frattempo, i produttori di emoderivati stanno discretamente transando molte richieste di risarcimento. Le cause legali individuali davanti ai tribunali continuano a fallire in quanto la gran parte degli Stati federati ha leggi che escludono gli emoderivati dalla possibilità di essere oggetto di azioni legali per danni da responsabilità da prodotto (product liability).
Siccome dalla fase di assunzione delle prove (discovery) preparatoria al dibattimento stanno emergendo documenti dannosi per le imprese in quanto sostengono che le stesse avevano raccolto plasma da donatori ad alto rischio infettivo come omosessuali e detenuti, le negoziazioni per una risoluzione della controversia al di fuori dei tribunali si intensificano.
Nel 2004 i due epidemiologi canadesi James e Mustard analizzano la localizzazione dei centri per la donazione del plasma negli Stati Uniti nel periodo dal 1980 al 1985 in relazione alla distribuzione geografica di comportamenti a rischio associati a infezioni trasmissibili attraverso il sangue e il plasma (presenza di utilizzatori di stupefacenti e presenza di mercati di spaccio). I risultati della ricerca provano che i centri per la plasmaferesi erano presenti dalle 5 alle 8 volte in misura maggiore nelle zone geografiche ad alto rischio rispetto a una distribuzione geografica casuale. Questi schemi di distribuzione sono rimasti invariati anche dopo che è stata provata la relazione tra emoderivati e infezioni da HIV e HCV e che questi agenti virali rappresentano un rischio per la sicurezza del sistema sangue.
Nel 1997 la Bayer, la Baxter, la Rhône-Poulenc e l'Alpha Therapeutic (facente parte della giapponese Green Cross, coinvolta nel caso degli emoderivati infetti in Giappone) si accordano per pagare 660 milioni di dollari per transare le richieste di risarcimento danni avanzate da oltre 6.000 emofilici infettati negli Stati Uniti nei primi anni ottanta, corrispondendo 100.000 dollari a ciascuna persona infettata.
Poco dopo l'accordo, siccome la prescrizione nello stato di New York richiede che le persone intentino una causa entro tre anni dalla scoperta della malattia, il governatore dello stato George Pataki firma un decreto che concede alle persone infettate dagli emoderivati o ai loro familiari (in caso di decesso) due anni di tempo per intentare cause di responsabilità da prodotto nei confronti delle aziende produttrici. Le parti attrici dell'azione collettiva rimangono escluse dalla possibilità di intentare una causa contro le imprese in quanto hanno già ricevuto la transazione ma il decreto permette a circa 75 ulteriori emofilici che hanno rifiutato l'offerta economica delle imprese farmaceutiche di intraprendere un'azione individuale.
Le parti attrici, negli atti del procedimento, affermano che le imprese farmaceutiche commercializzavano emoderivati facendoli passare per farmaci benefici mentre, di fatto, erano contaminati dall'HIV e dall'HCV e provocavano l'infezione di massa e la morte di migliaia di emofilici in tutto il mondo. Inoltre, l'incapacità delle aziende di seguire la legge federale statunitense e di condurre test contro l'epatite B ha aumentato il rischio che plasma infetto dall'HIV entrasse nei lotti (pool) di produzione degli emoderivati.
Nel 2003, una seconda azione collettiva viene intentata a San Francisco contro la Cutter Biological (una divisione della Bayer), la Baxter (della Hyland Pharmaceutical), l'Armour Pharmaceutical e l'Alpha Therapeutic (della Green Cross).